# Paralastor debilitatus
Paralastor debilitatus är en stekelart som beskrevs av Perkins 1914. Paralastor debilitatus ingår i släktet Paralastor och familjen Eumenidae. Inga underarter finns listade i Catalogue of Life.